# Velichov (odbočka)
Velichov, plný oficiální název Žatec obvod Velichov nebo Žatec–Velichov, je jedním z obvodů stanice Žatec. Před modernizací uzlu Žatec, která proběhla v letech 2016-2017 šlo o samostatnou odbočku s názvem Velichov, případně Odb Velichov. Původní staničení odbočky bylo v km 103,820 jednokolejné trati Praha–Chomutov (odbočná výhybka leží v km 103,883) a ve Velichově z této trati odbočuje spojka do obvodu Žatec západ (původně samostatná stanice). Nachází se východně od žatecké městské části Velichov.

## Popis

### Velichov jako odbočka
Před začleněním do Velichova do stanice Žatec se jednalo o dopravnu trvale obsazenou výpravčím. U traťové koleje Žatec – Hořetice bylo zřízeno služební nástupiště pro nástup a výstup dopravních zaměstnanců z osobních vlaků. Odbočka byla vybavena elektromechanickým zabezpečovacím zařízením se světelnými vjezdovými návěstidly: L od Žatce, ZL od Žatce západu a S od Hořetic. V odbočce byla jen jedna výhybka opatřená elektromotorickým přestavníkem bez ohřevu, která byla ovládána výpravčím ze stavědla odbočky. Jízda vlaků z/do Žatce a z/do Žatce západu byla zajištěna reléovým poloautomatickým blokem RPB 81, mezi odbočkou a Hořeticemi pak bylo zavedeno telefonické dorozumívání.

### Velichov jako obvod stanice Žatec
Po začlenění Velichova do stanice Žatec již tento bod není obsazen výpravčím, neboť je zahrnut do elektronického stavědla ESA 44 v Žatci, které ovládá tamní výpravčí prostřednictvím rozhraní JOP. Obvod Velichov je ohraničen odjezdovými návěstidly L902 ve směru od obvodu Žatec, L101 od obvodu západ a vjezdovým návěstidlem S od Hořetic. V obvodu Velichov je jen jedna výhybka opatřená elektromotorickým přestavníkem a elektrickým ohřevem. Jízda vlaků z/do Hořetic je zabezpečena pomocí automatického hradla typu AH-ESA 04 bez oddílových návěstidel, které je integrováno do elektronického stavědla stanice Žatec. Nepotřebné původní stavědlo odbočky bylo zbouráno v roce 2017.